# Битољски натпис
Битољски натпис из 1015. или 1016. године је средњовековни натпис цара Бугарске Јована Владислава (1015—1018), братанца цара Самуила.
На њему је уклесано да је он подигао Битољску тврђаву за уточиште и спас Бугара и да је он самодржац бугарски, цар Бугара, бугарског рода.
Археолози Елена Костић и Георгиос Веленис су на основу палеографске студије које су урадили, тврде да је година на плочи заправо 1202/1203, што би је сврстало у време владавине цара Кало-Јован Асен, у време када је он освојио Битољ. Они тврде, да натпис помиње неке славне догађаје и битке из прошлости којим је цар желео да повеже његовог новооснованог царства са Кометопулима.
Плоча је пронађена 1956. у Битољу код Чауш џамије, а била је окренута у земљу и служила као степеница.
Данас се натпис налази у Историјском музеју у Битољу.

## Текст
У садашњем стању, на камену је видљив следећи текст:
| „ | 1. ....аемъ и дѣлаемъ Їѡаном самодрьжъцемъ блъгарьско... 2. ...омощїѫ и молїтвамї прѣс͠тыѧ владч҃ицѧ нашеѧ Б͠цѧ ї в... 3. ...ѫпенїе І҃В҃ і врьховънюю апл҃ъ съ же градь дѣлань быст... 4. ...ѣж.... и на спс҃енѥ ї на жизнь бльгаромъ начѧть же і... 5. ...... градь с.....и..ола м͠ца ок...вра въ К҃. коньчѣ же сѧ м͠ца... 6. ...ис.................................................быстъ бльгарїнь родомь ѹ... 7. ...к..................................................благовѣрьнѹ сынь Арона С..... 8. ......................................................рьжавьнаго ꙗже i разбїсте ..... 9. .......................................................лїа кде же вьзꙙто бы зл..... 10. ....................................................фоꙙ съ же в... цр҃ь ра..... 11. ....................................................в.. лѣ... оть створ...а мира 12. ........................................................мѹ исходꙙщѹ. | ” |

### Реконструкције текста
Бугарски филолог Јордан Заимов направио обид за реконструкције текста. Његова реконструкција (са нечитљивим сегментима на плоче означеним сивом бојом) гласи:
| „ | [† Въ лѣто Ѕ҃Ф҃К҃Г҃ отъ створенїа мира обнови сѧ съ градь] [зид]аемъ и дѣлаемъ Їѡаном самодрьжъцемъ блъгарьско[мь] [и п]омощїѫ и молїтвамї прѣс͠тыѧ владч҃ицѧ нашеѧ Б͠цѧ ї въз[] [ст]ѫпенїе І҃В҃ і врьховънюю апл҃ъ съ же градь дѣлань бысть [на] [ѹ]бѣ[жище] и на спс҃енѥ ї на жизнь бльгаромъ начѧть же [бысть] градь с[ь Б] и[т]ола м͠ца ок[то͠]вра въ К҃. коньчѣ же сѧ м͠ца [...] ис[ходѧща съ самодрьжъць] быстъ бльгарїнь родомь ѹ[нѹкъ] [Ни]к[олы же ї Риѱимиѧ] благовѣрьнѹ сынь Арона С[амоила] [же брата сѫща ц͠рѣ самод]рьжавьнаго ꙗже i разбїсте [въ] [Щїпонѣ грьчьскѫ воїскѫ цр҃ѣ Васї]лїа кде же вьзꙙто бы зл[ато] […] фоꙙ съжев [...] цр҃ь ра[збїень] [бы цре҃мь Васїлїемь Ѕ҃Ф҃К҃]В҃ [г.] лтѣ оть створ[енї]ѧ мира [въ Ключи ї ѹсъпе лѣтѹ се]мѹ исходꙙщѹ | ” |